# Hal Moore
Harold Gregory »Hal« Moore mlajši, ameriški vojaški častnik in upokojeni generalpodpolkovnik, * 13. februar 1922, Bardstown, Kentucky, Združene države Amerike, † 10. februar 2017, Auburn, Alabama.
Moore je prejemnik Distinguished Service Cross, ki je drugo najvišje vojaško odlikovanje ameriške vojske. Bil je podpolkovnik v poveljstvu 1. bataljona, 7. konjeniški polk (takrat 3. brigada, 1. konjeniška divizija), v bitki za Ia Drang Valley novembra 1965 v Vietnamu. Danes je »častni polkovnik« polka.